# Boa Vista do Buricá
Boa Vista do Buricá é um município brasileiro do estado do Rio Grande do Sul.

## História
O nome Buricá é do nome do rio que nasce no interior do Estado do Rio Grande do Sul, na região Noroeste e corre na mesma direção, desaguando no Rio Uruguai. A origem do nome é tupi-guarani, pois "Buri" é espécie de palmeira e "Caã" significa mato. Assim, juntando os dois significados, pode-se dizer que Buricá, significa "mato de palmeiras". Há de fato, uma espécie comum, muito abundante, de palmeiras nesta região, conhecida por coqueiros.
Os primeiros colonizadores eram procedentes das Colônias Velhas, como Santa Cruz do Sul, Rio Pardo, Roca Sales, Venâncio Aires, que vinham aqui em busca de melhores lugares. O Sr. Emílio Müller foi o primeiro colonizador que procedia a venda de terras na região, que adquiria do governo. Já o Sr. Jacob Schneider foi o primeiro cidadão que comprou terras do Sr. Emílio Müller. O primeiro morador, no entanto, foi o Sr. Jacob Müller, em terras que hoje pertencem ao Sr. Celso Raimundo Werlang, em Esquina Palmeiras.
Iniciada a colonização, muitos agricultores, todos de origem germânica, correram para adquirir terras aqui, pois já fizeram nome as terras que aqui existiam. Muitos moradores da "Terras Vermelhas" - com ocorrência de formigas - da Colônia do Grande Santa Rosa, venderam tudo e aqui se estabeleceram nas "terras escuras".

## Geografia
Boa Vista do Buricá localiza-se a uma latitude 27º40'07" sul e a uma longitude 54º06'36" oeste, estando a uma altitude de 291 metros. Possui uma área de 108,75 km² e sua população estimada em 2018 foi de 6.712 habitantes.
O clima é o subtropical. Há três rios no município: rio Buricá, rio Inhacorá e rio Reúno.

## Economia
O município até os anos 1990 tinha sua economia calcada no setor primário tendo como o expoente o cultivo do soja e a bacia leiteira.

### Industrialização
A partir da década de 90 o município sofreu um processo de industrialização, apesar de ser de pequeno porte. Hoje o setor secundário e setor terciário representam mais e 60% da sua receita tributária, tendo no setor calçadista, setor têxtil, metal mecânica de pequeno porte e no comércio de pneus seu setores preponderantes.

### Setor lácteo
O setor lácteo tem tido um crescimento de 8% anual ao longo da última década, tendo sido por todo esse período o sustentáculo da agricultura familiar e de subsistência da população rural  do município. A perspectiva de a curto prazo uma indústria do setor se instalar no município (já tendo área adquirida para instalação da planta) tem dado um novo alento e ânimo aos produtores boavistenses.

### Suinocultura
A suinocultura que na década de 60, 70 e 80 representou economicamente muito para o município, teve um refluxo no final do milênio e hoje começa aflorar como um caminho muito seguro para a economia rural. O município já detém mais de 50 parcerias com empresas locais e regionais no sistema de parceria, projetando um crescimento anual de pelo menos 20%, assegurando ao produtor rural uma renda extra que independe da quantidade de área que ele possui.

### Turismo
A Feicá é uma feira industrial, comercial e agropecuária realizada a cada dois anos no aniversário do município, sendo um centro de oportunidades regionais. A cada edição consagra-se como um evento com grande presença de público, graças aos shows com artistas de renome, à grande variedade de atrações e ao elevado número de expositores.
Anualmente, durante a semana do município, é realizada a Feira Municipal de Artes, com a presença de artistas de toda a região.
Também anualmente, no mês de janeiro, é realizado o Rodeio Crioulo, que atrai um grande público, pelas suas diversas atrações e shows.

## Estrutura Urbana

### Educação
Boa Vista do Buricá possui o 26º menor índice de analfabetismo do país, 2,91%.
Boa Vista do Buricá conta com cinco escolas municipais: Escola Municial de Ensino Fundamental São José, Escola Municial de Ensino Fundamental Padre Schlosser, Escola Municial de Educação Infantil São José, Escola Municial de Educação Infantil Sonho de Criança e Escola Municial de Educação Infantil Vila Ivagaci.
Também conta com três escolas estaduais: Escola Estadual de Ensino Fundamental Tentente Antônio João, Escola Estadual de Ensino Fundamental Santo Humberto e Escola Estadual de Educação Básica Barão do Rio Branco.
O total de alunos em redes de ensino do município é 1540 alunos (Dados de 2006).

## Língua regional
Assim como em muitos municípios do estado do Rio Grande do Sul a língua alemã em sua variante riograndense faz parte intrínseca da própria história de Boa Vista do Buricá desde os primórdios de sua fundação. O dialeto falado na região denomina-se Riograndenser Hunsrückisch (Hunsriqueano Riograndense), possuindo ele vários outros nomes informais como Hunsrücker-Deitsch, Kolonie-Deitsch, Deitsch, etc.; sendo ele uma variante do dialeto prevalente na região do Hunsrück e redondezas, no sudoeste da Alemanha. (Nota: Termos-chave de linguística para consulta são: Rheinfränkisch ou franco-renano e Westmitteldeutsch ou Alemão médio-ocidental). O alemão-riograndense faz parte do grupo de dialetos pertencentes ao tronco linguístico frâncico (i.e. Alemão da pensilvânia, Luxemburguês, de:Lothringisch (Fränkisch) (em francês: le francique lorrain), etc.); observe-se que para falantes nativos destas línguas, elas possuem um alto grau de inteligibilidade entre si. A maioria dos falantes desta língua minoritária sulbrasileira vivem no Rio Grande do Sul, concentrados em duas grandes zonas de colonização alemã, na chamada Altkolonie ou região antiga de colonização alemã e na Neikolonie (no alemão-padrão: Neukolonie), ou no Noroeste do estado, onde está situado o município de Boa Vista do Buricá.
Em 2012 a Assembléia Legislativa do Estado do Rio Grande do Sul aprovou em voto unânime o reconhecimento oficial do dialeto alemão-riograndense como parte integral do patrimônio cultural do estado.